# Ángel de Saavedra, 3:e hertig av Rivas

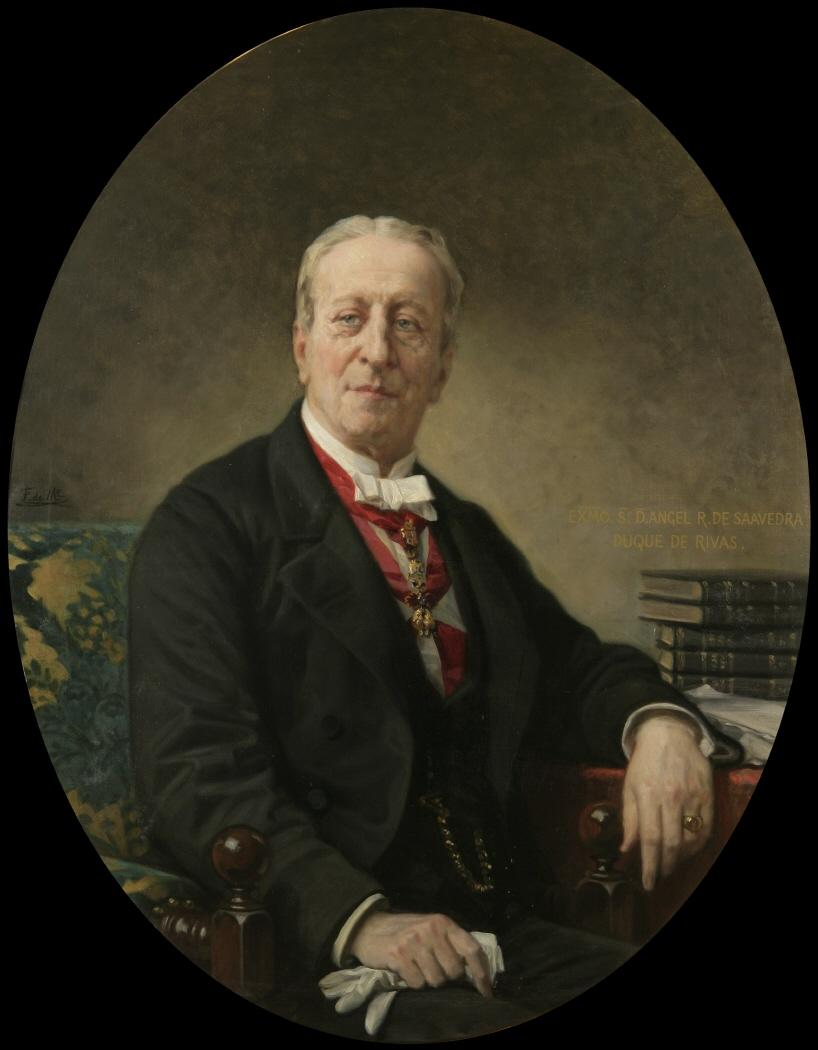
Ángel de Saavedra, 3:e hertig av Rivas.

Ángel María de Saavedra y Ramírez de Baquedano, 3:e hertig av Rivas, född den 10 mars 1791 i Córdoba, död den 22 juni 1865 i Madrid, var en spansk skald, statsman och militär, en av de första och mest lysande representanterna för den romantiska skolan i Spanien, far till Enrique de Saavedra, 4:e hertig av Rivas.
Rivas var liberal deputerad 1820-24, emigrerade därefter till London och sedan till Italien, Malta och Frankrike. Han var spansk ambassadör i Neapel 1843-48 och en kort tid 1854 i Paris. Åren 1836-37 var han utrikesminister. Från den pseudoklassiska riktning, i vilken Rivas var uppfostrad, övergick han till romantiken, varpå hans ungdomsdikt El paso honroso, ett poem i fyra sånger på octavas reales, är ett bevis. Under sin vistelse på Malta vann Rivas en vän i förre ambassadören i Madrid, skalden och språkforskaren John Hookham, som hade ett rikhaltigt bibliotek, där några av Rivas bästa arbeten tillkom. Påverkad av den engelska romantiken, skrev Rivas sitt stora nationella medeltidsepos El moro exposito, en legend i tolv romanser. Dessförinnan hade han publicerat ett äldre epos Florinda och några lyriska dikter. 
Samtidigt med att han uppsatte tidningen "Mensajero de las cortes" för att förfäkta sina politiska idéer, verkade han som den unga spanska romantikens banerförare genom storartad litterär produktion. Hans son, den 4:e hertigen, samlade faderns arbeten (Obras completas del duque de Rivas', 6 band, flera upplagor). Utom ovannämnda arbeten i bunden form är som de mest glänsande proven på Rivas lyrik att anteckna El alcázar de Sevilla, El patricido, Recuerdos de un grande hombre, La Buenaventura, Amor, honor y valor, La victoria de Pavia, El solemne desengaño, Una noche de Madrid en 1578, Elcuento de un veterano, Bailén och El sombrero samt ett band Impresiones y fantasías. 
Några av dessa, som förut publicerats under titeln "Romances historicos", återberättar händelser ur Spaniens historia från don Pedro av Kastilien till slaget vid Bailén och kommer alltid att bevara sin höga plats i Spaniens vitterhet, liksom hans "leyendas", La azucena milagrosa, Maldonado och El aniversario. För scenen skrev Rivas tragedierna Arias Gonzalo och Lanuza, komedin Tanto vales cuanto tienes och dramat Don Alvaro ó la fuerza del sino (1835), vilket drama för den spanska dramatiken har samma betydelse som Hernani för den franska och som genom storslagenhet hänryckte en hel generation av spanska teaterbesökare. Bland Rivas historiska arbeten kan nämnas La sublevación de Nápoles (2 band, 1848; ny upplaga 1881), som skildrar Masaniellos uppror.